# Anni Blomqvist
Anni Viktoria Blomqvist, född Karlsson den 7 oktober 1909 i Simskäla i Vårdö kommun, död där 26 juni 1990, var en åländsk författare. Blomqvist var småkusin med författaren Sally Salminen.

## Biografi
Anni Blomqvist var äldst i en syskonskara på tio i ett litet fiskehemman i Simskäla. Hon gick fyra år i folkskola. Hon gifte sig 1936 med sjömannen Valter Blomqvist och fick två söner. Maken och äldre sonen Tommy omkom under en fiskefärd i Bottenhavet 1961, och havet tog även den yngre sonen 1987.

## Författarskap
Anni Blomqvist började sin författarbana som novellist och vann 1949 det finlandssvenska priset i en tävling utlyst av Lanthusmödrarnas Världsförbund, kom sedan sjua internationellt. Hennes romandebut I stormens spår publicerades 1966 som ett minne av mannen och sonen. 1968 kom hennes andra bok Vägen till Stormskäret, som var den första av fem i serien om Maja och Jannes liv i den åländska skärgården under mitten av 1800-talet. Boken följdes av ytterligare fyra stycken. Romanserien är en utvecklingshistoria om skärgårdsflickan Maja. Blomqvists sista bok Havet finns inte mer är en minnesbok över den yngre sonen Bengt.
Blomqvist var en ivrig samhällsdebattör som ofta skev insändare och kolumnen "Brev från havsbandet" i tidningen Åland. 
Böckerna om Stormskärs Maja filmatiserades 1975 till manus av Benedict Zilliacus med Åke Lindman som regissör och med musik av Lasse Mårtenson. TV-serien blev mycket populär i Finland, också på finskt håll.

### Romaner
- 1966 – I stormens spår
- 1968 – Vägen till Stormskäret
- 1969 – Med havet som granne
- 1970 – Maja
- 1971 – I kamp med havet
- 1973 – Vägen från Stormskäret
- 1978 – I nöd och lust
- 1979 – Anna Beata
- 1981 – Anna Beata möter kärleken
- 1983 – Anna Beata får eget hem

### Självbiografiska böcker
- 1977 – Simskäla (tillsammans med Stig Jaatinen)
- 1986 – Vandring i barndomslandet
- 1989 – Havet finns inte mer

### I finsk översättning
- 1974 – Tie Myrskyluodolle
- 1975 – Luoto meressä
- 1975 – Maija
- 1976 – Meren voimia vastaan
- 1976 – Hyvästi Myrskyluoto
- 1977 – Meri yksin ystäväni
- 1980 – Anna Beatan suuri ikävä
- 1981 – Anna Beata kohtaa rakkauden
- 1984 – Anna Beata saa oman kodin
- 1990 – Eikä merta enää ole
- 1991 – Saari tuulten sylissä

## Priser och utmärkelser
- 1972 – Landsbygdens författarstipendium
- 1977 – Pro Finlandia-medaljen[2]

### Tidningsartiklar
- Fagerholm, Tove: Havets ständiga närvaro. Svenskbygden 2/2009, s. 54–57.